# Stop Crying Your Heart Out
"Stop Crying Your Heart Out" é o vigésimo single da banda britânica Oasis e segundo do seu quinto álbum Heathen Chemistry (2002). Também é a música principal do filme The Butterfly Effect (2004).

## Lista de faixas
- CD RKIDSCD 24

1. "Stop Crying Your Heart Out" - 5:05
2. "Thank You for the Good Times" (Andy Bell) - 4:32
3. "Shout It Out Loud" - 4:20

- 7" RKID 24

1. "Stop Crying Your Heart Out" - 5:05
2. "Thank You for the Good Times" - 4:32

- 12" RKID 24T

1. "Stop Crying Your Heart Out" - 5:05
2. "Thank You for the Good Times" - 4:32
3. "Shout It Out Loud" - 4:20

- DVD RKIDSDVD 24

1. "Stop Crying Your Heart Out" - 5:05
2. "Stop Crying Your Heart Out" (demo) - 5:08
3. 10 Minutes of Noise and Confusion - Pt. Two - 7:24

## Paradas e posições
| País/Parada (2002)                           | Melhor posição |
| -------------------------------------------- | -------------- |
| Austrália (ARIA)                             | 48             |
| Áustria (Ö3 Austria Top 75)                  | 41             |
| Bélgica (Ultratip Bubbling Under da Valônia) | 13             |
| Canada (Nielsen SoundScan)                   | 6              |
| Dinamarca (Hitlisten)                        | 17             |
| Europa (Eurochart Hot 100)                   | 9              |
| Finlândia (Suomen virallinen lista)          | 11             |
| Alemanha (Offizielle Deutsche Charts)        | 48             |
| Hungria (Single Top 40)                      | 9              |
| Irlanda (IRMA)                               | 6              |
| Itália (FIMI)                                | 1              |
| Países Baixos (Single Top 100)               | 73             |
| Noruega (VG-lista)                           | 13             |
| Escócia (Scottish Singles Chart)             | 2              |
| Espanha (PROMUSICAE)                         | 6              |
| Suécia (Sverigetopplistan)                   | 23             |
| Suíça (Schweizer Hitparade)                  | 48             |
| Reino Unido (UK Singles Chart)               | 2              |
| País/Parada (2009)                           | Melhor posição |
| Reino Unido (OCC UK Indie)                   | 6              |
| País/Parada (2010)                           | Melhor posição |
| Reino Unido (OCC UK Indie)                   | 18             |
| País/Parada (2012)                           | Melhor posição |
| França (SNEP)                                | 135            |